# Oryzorictes tetradactylus
Oryzorictes tetradactylus é uma espécie de mamífero da família Tenrecidae, endêmico de Madagascar. 